# Liste von Persönlichkeiten der Stadt Sondershausen
Die Liste der Persönlichkeiten der Stadt Sondershausen führt chronologisch aufgelistet nach dem Geburtsjahr und geordnet in Jahrhunderten Personen auf, die
- in Sondershausen geboren und/oder
- in dieser Stadt gestorben und/oder
- durch ihr Handeln in und um Sondershausen bedeutsam waren bzw. sind.

In seiner bisherigen über tausendjährigen Geschichte hat sich die Stadt Sondershausen vom geistlichen Zentrum Nordthüringens – Stift Jechaburg – über mehr als sechs Jahrhunderte als Residenz der Grafen und späteren Fürsten von Schwarzburg-Sondershausen entwickelt. Der Residenzstatus brachte die Entwicklung zur Garnisonsstadt und zum Verwaltungszentrum, zur Musikstadt und Kulturzentrum hervor. Günstige natürliche Voraussetzungen und die geografische Lage entwickelten Sondershausen zur Bergstadt und zum Standort weltbekannter elektrotechnischer Produkte. Die jeweiligen Jahrhunderte brachten dementsprechend zahlreiche Forscher, Historiker, Künstler, Musiker, Sportler, Politiker und viele Persönlichkeiten aus anderen Gebieten hervor bzw. zogen sie in diese Stadt.

## Ehrenbürger

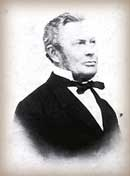
Karl von Bloedau

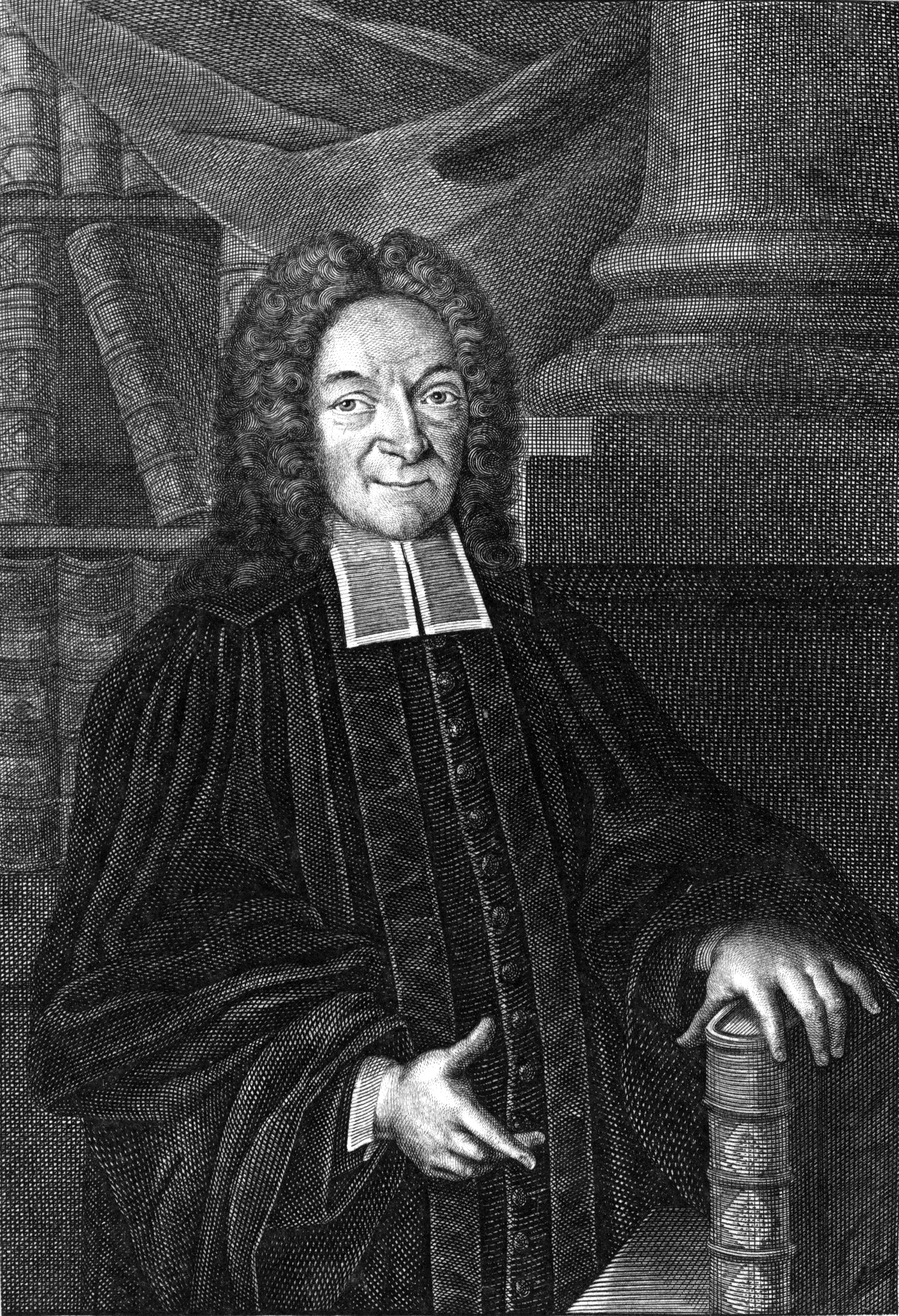
Valentin E. Löscher

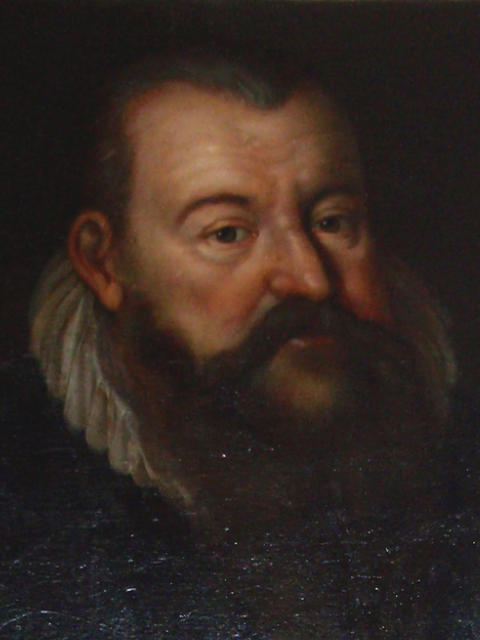
Johann Günther von Schwarzburg-Sondershausen

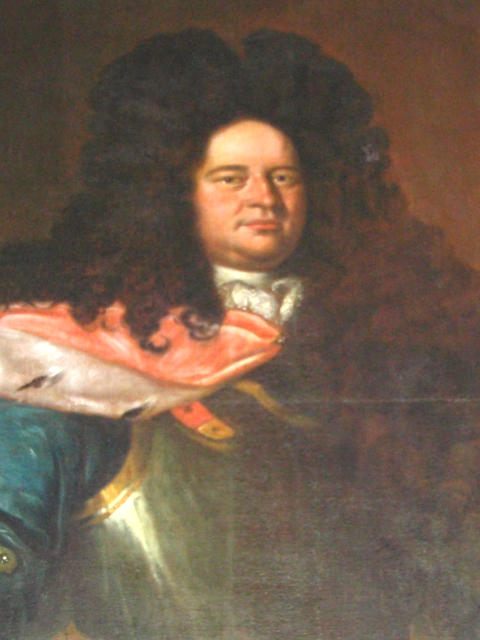
Christian Wilhelm von Schwarzburg-Sondershausen

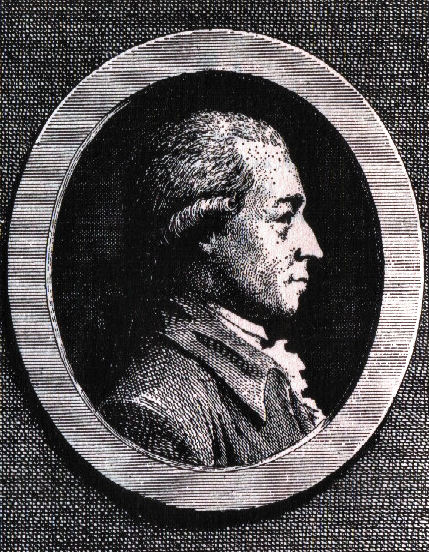
Johann Karl Wezel

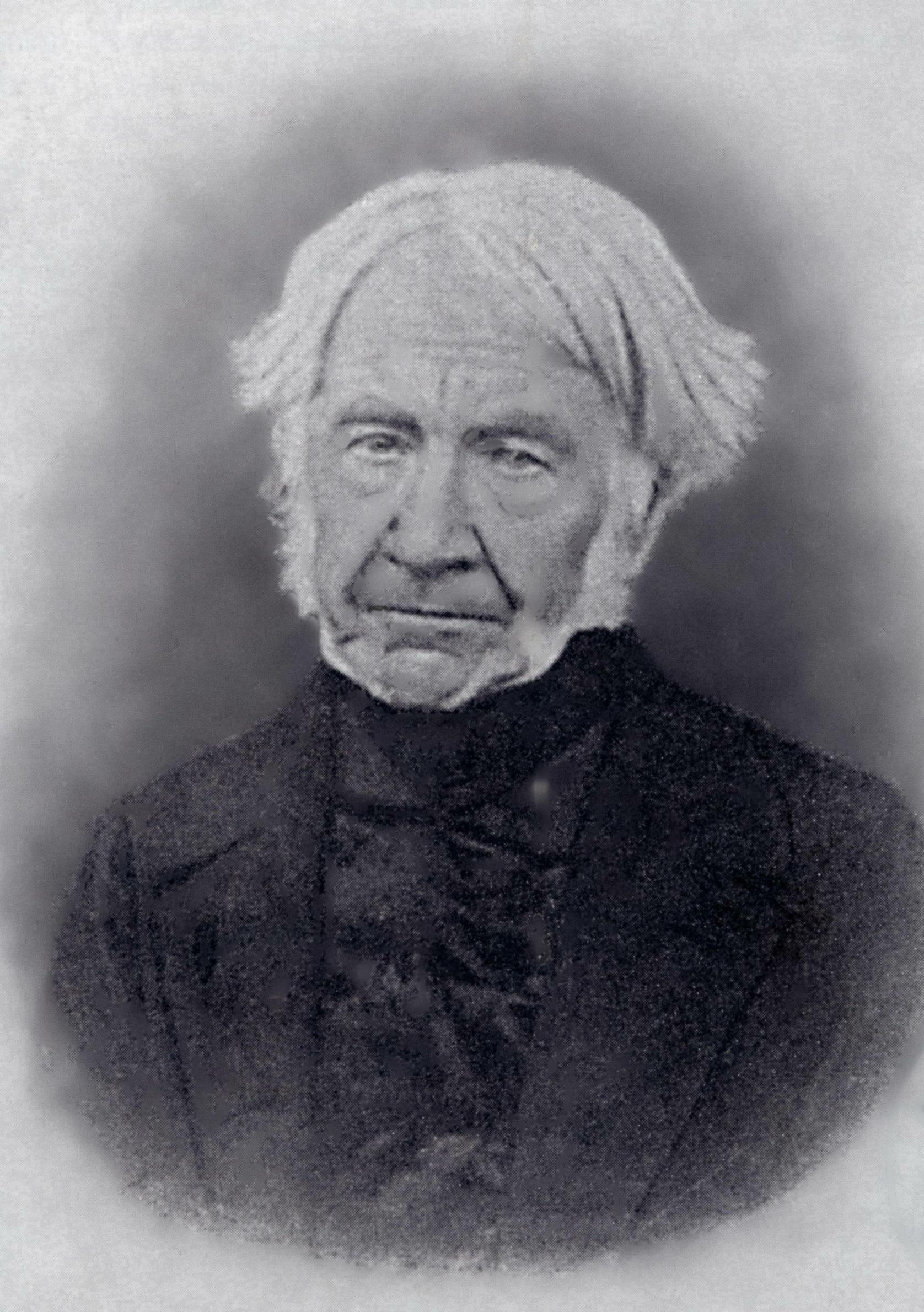
Johann Günther Friedrich Cannabich

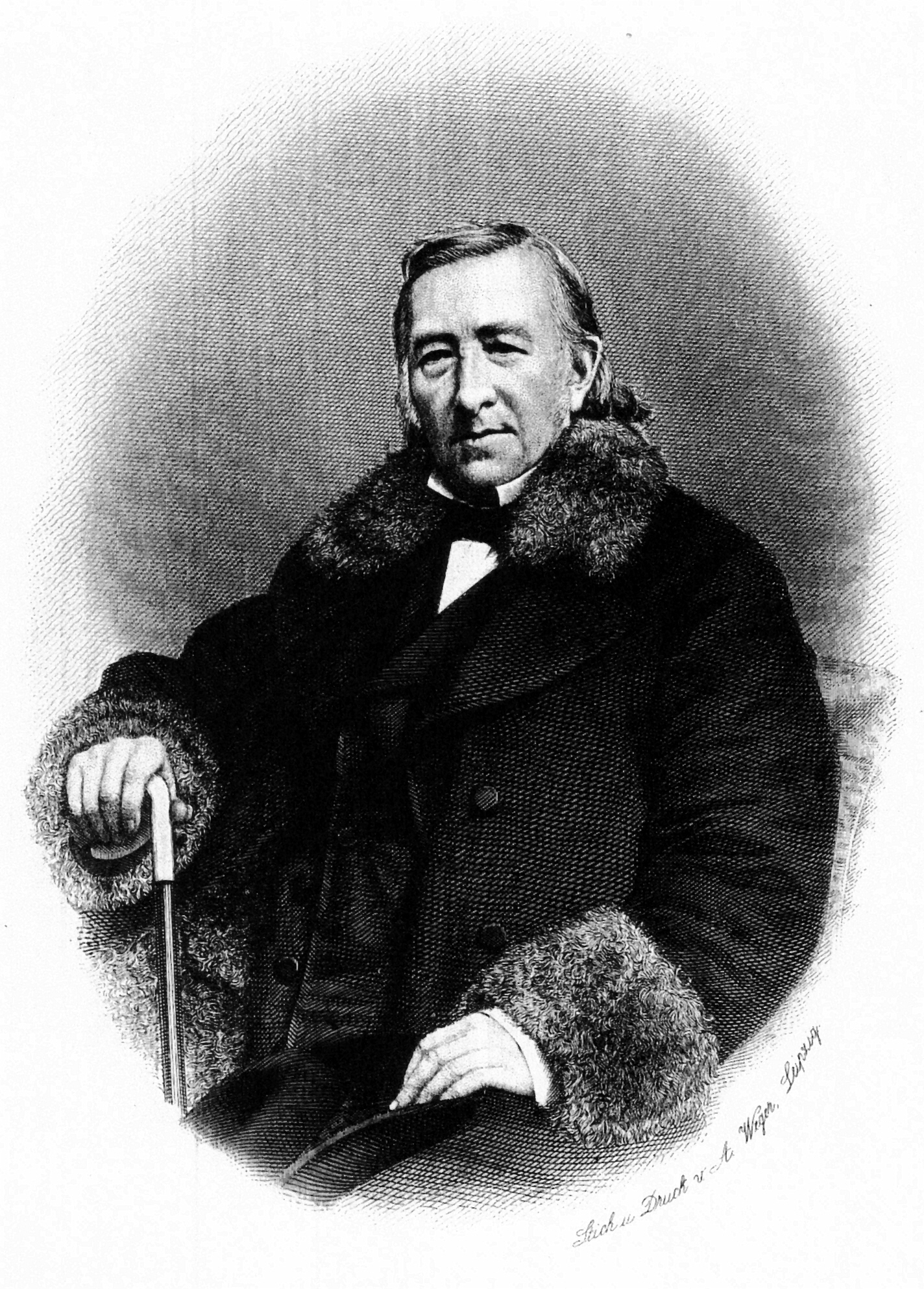
Friedrich von Sydow

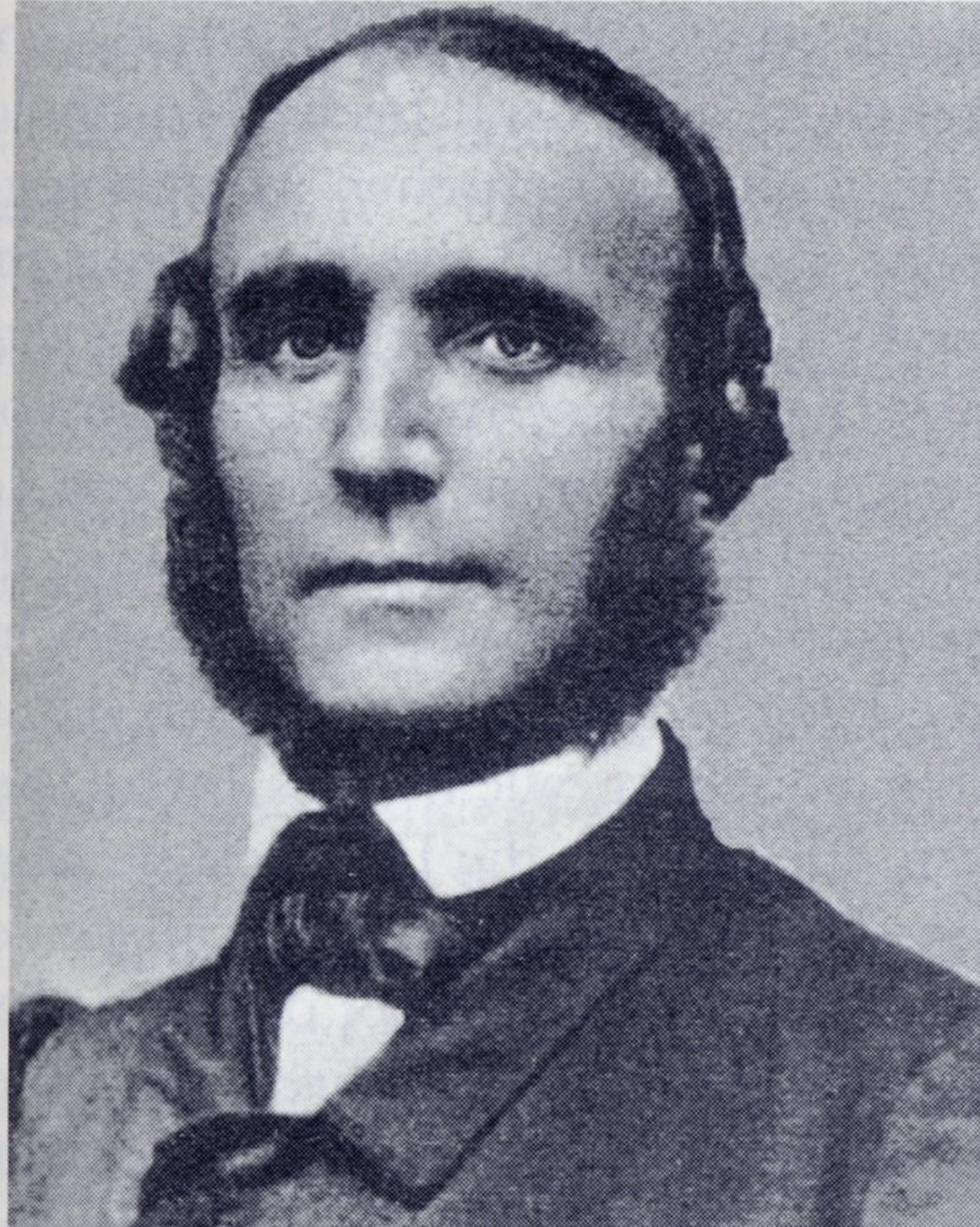
Thilo Irmisch

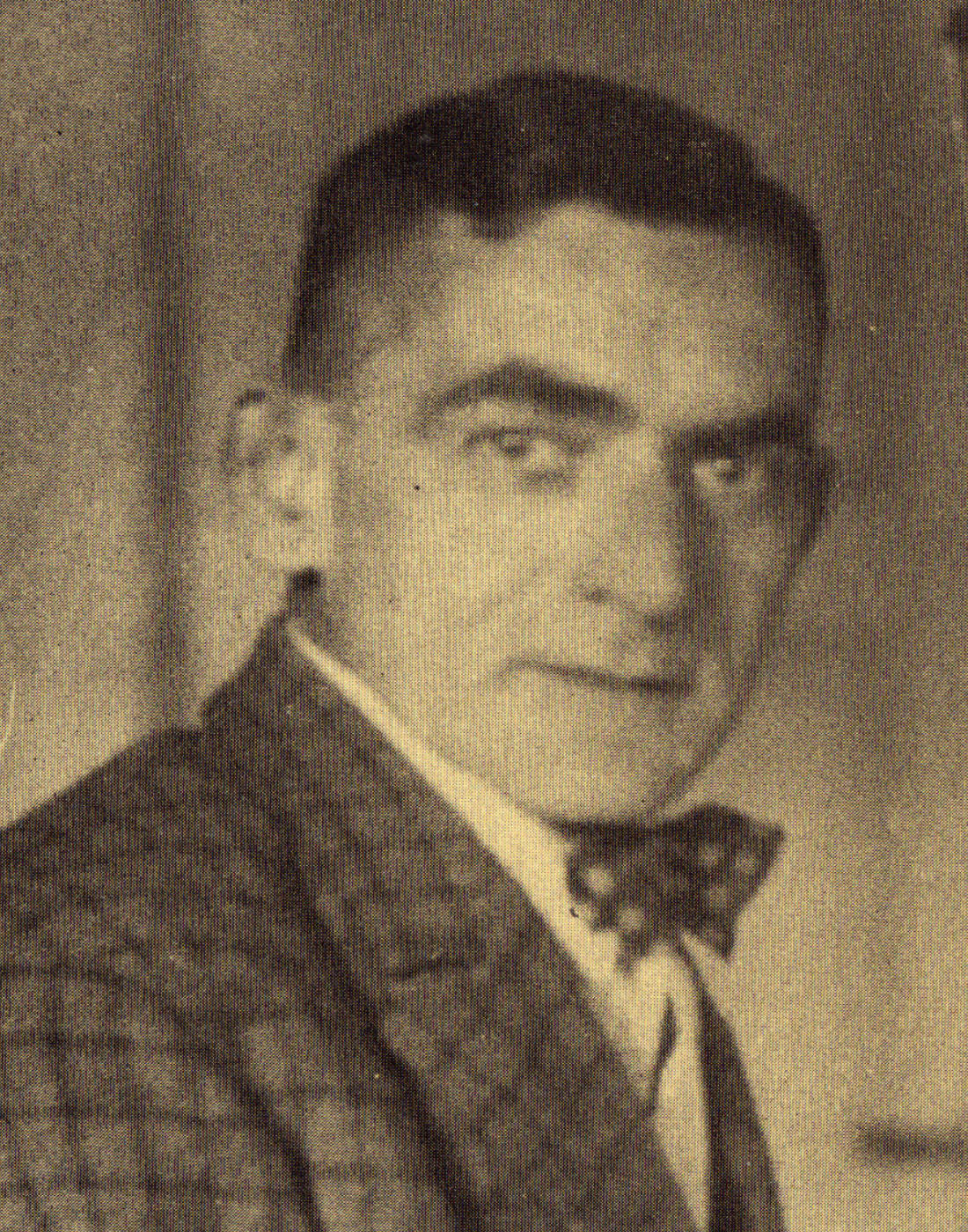
Curt Mücke

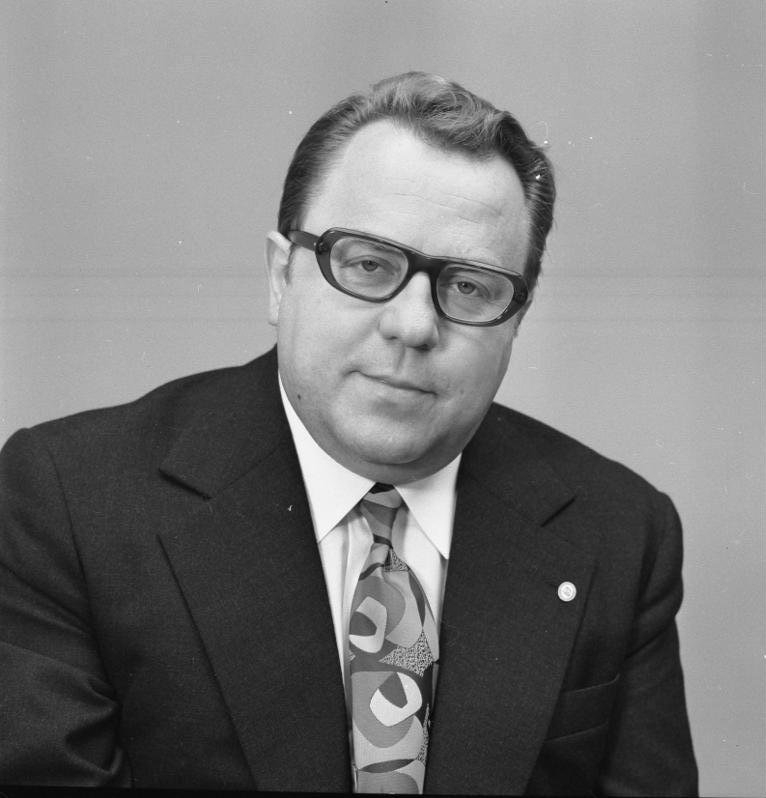
Michael Kohl (1974)

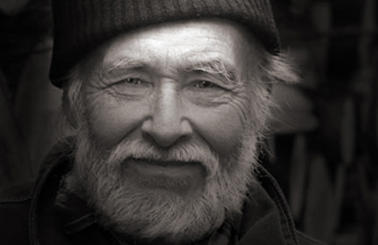
Günther Jahn

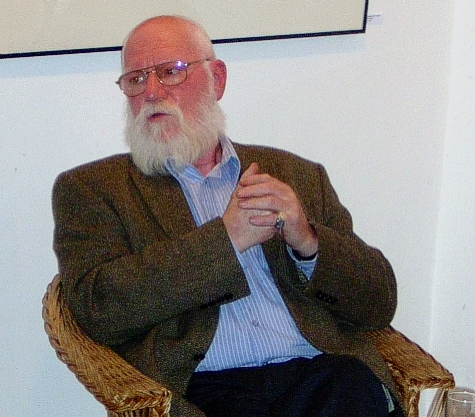
Roland Paris

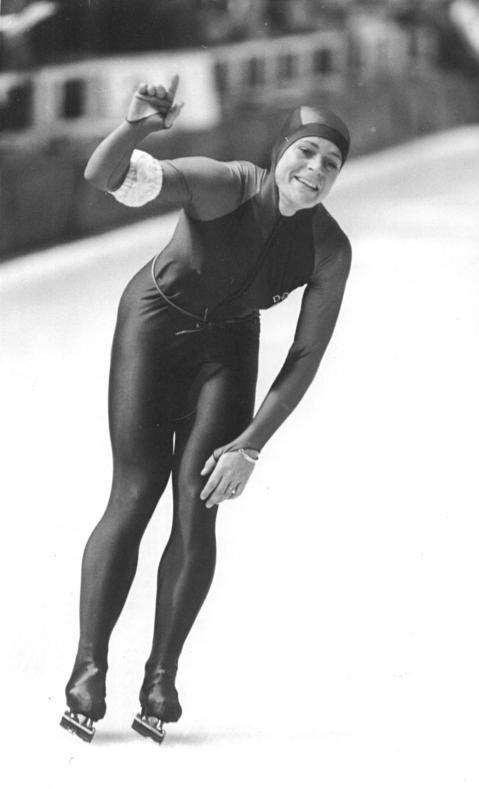
Gunda Niemann-Stirnemann

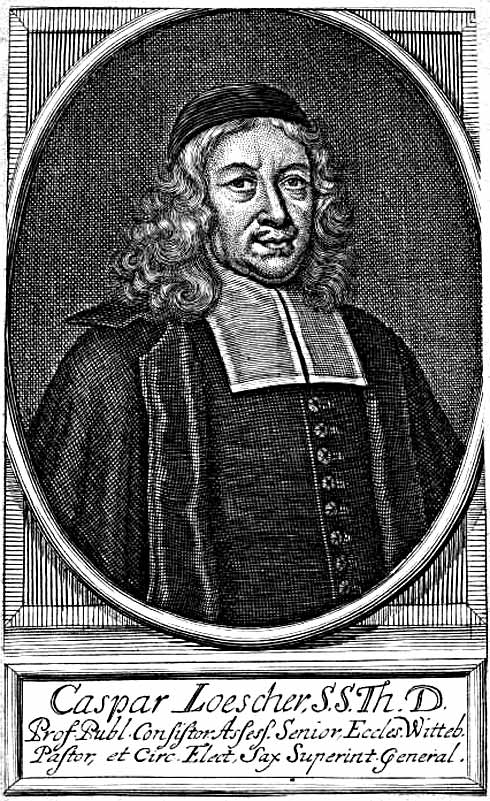
Caspar Löscher

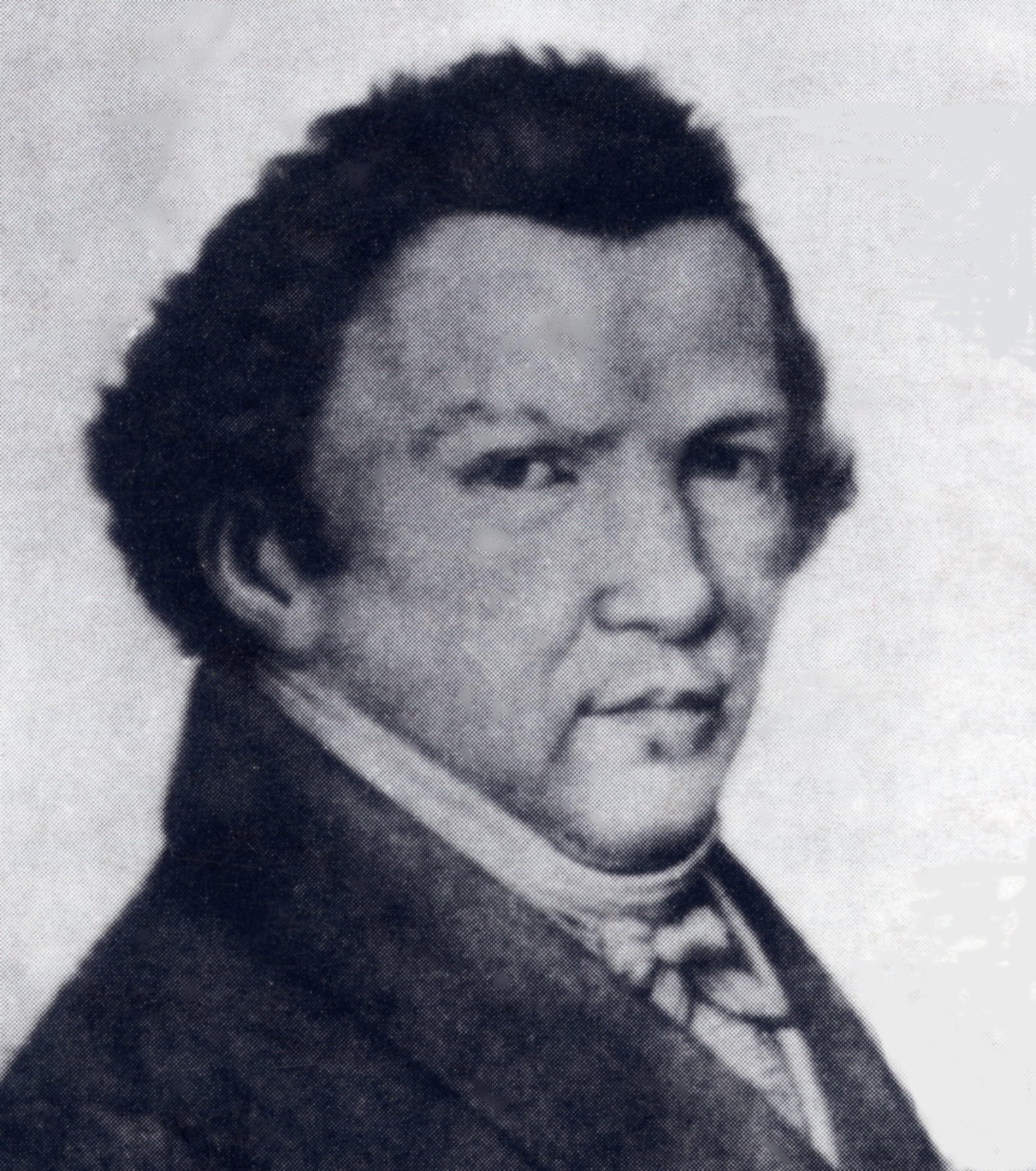
Johann Simon Hermstedt

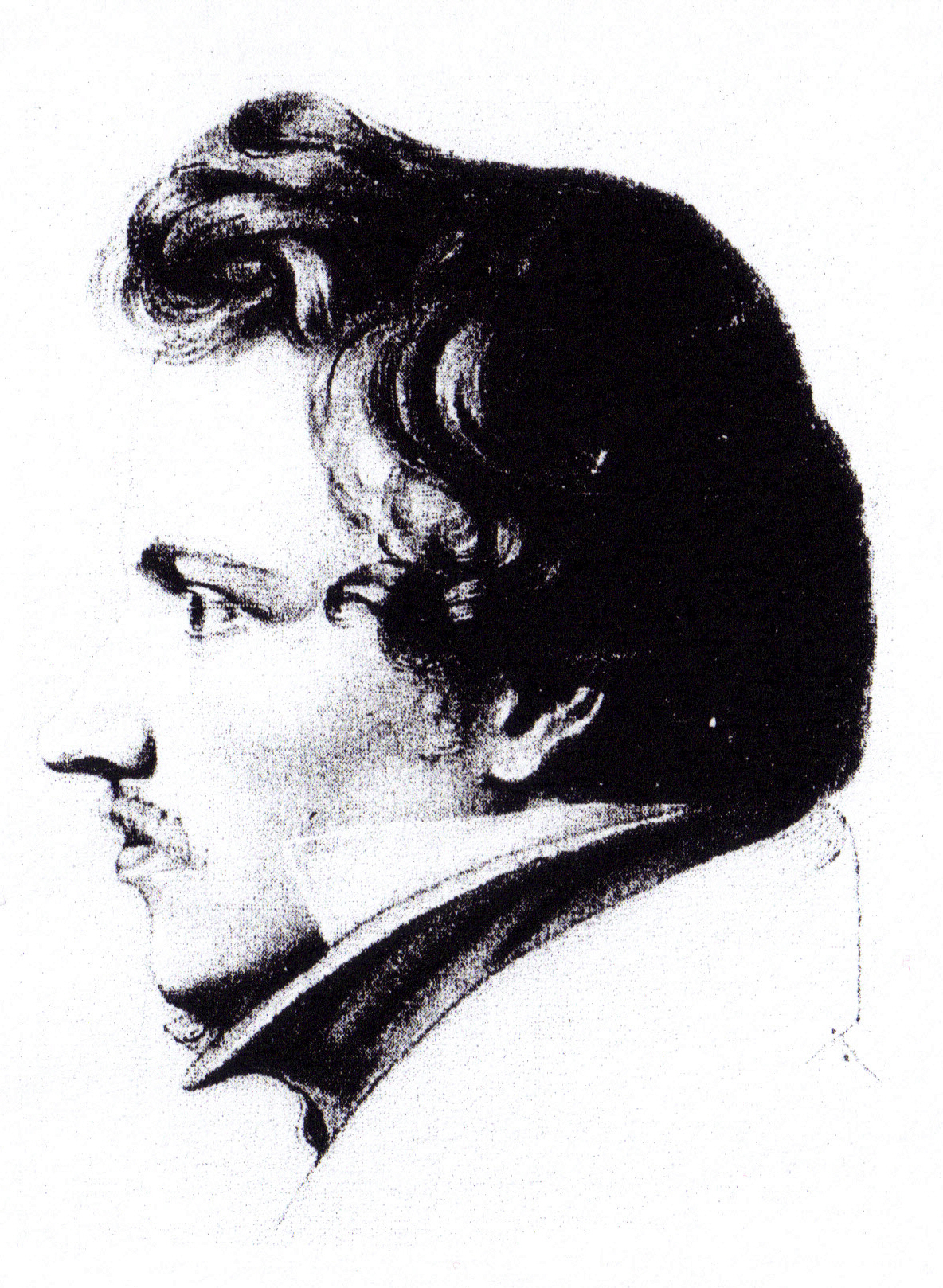
Carl Scheppig

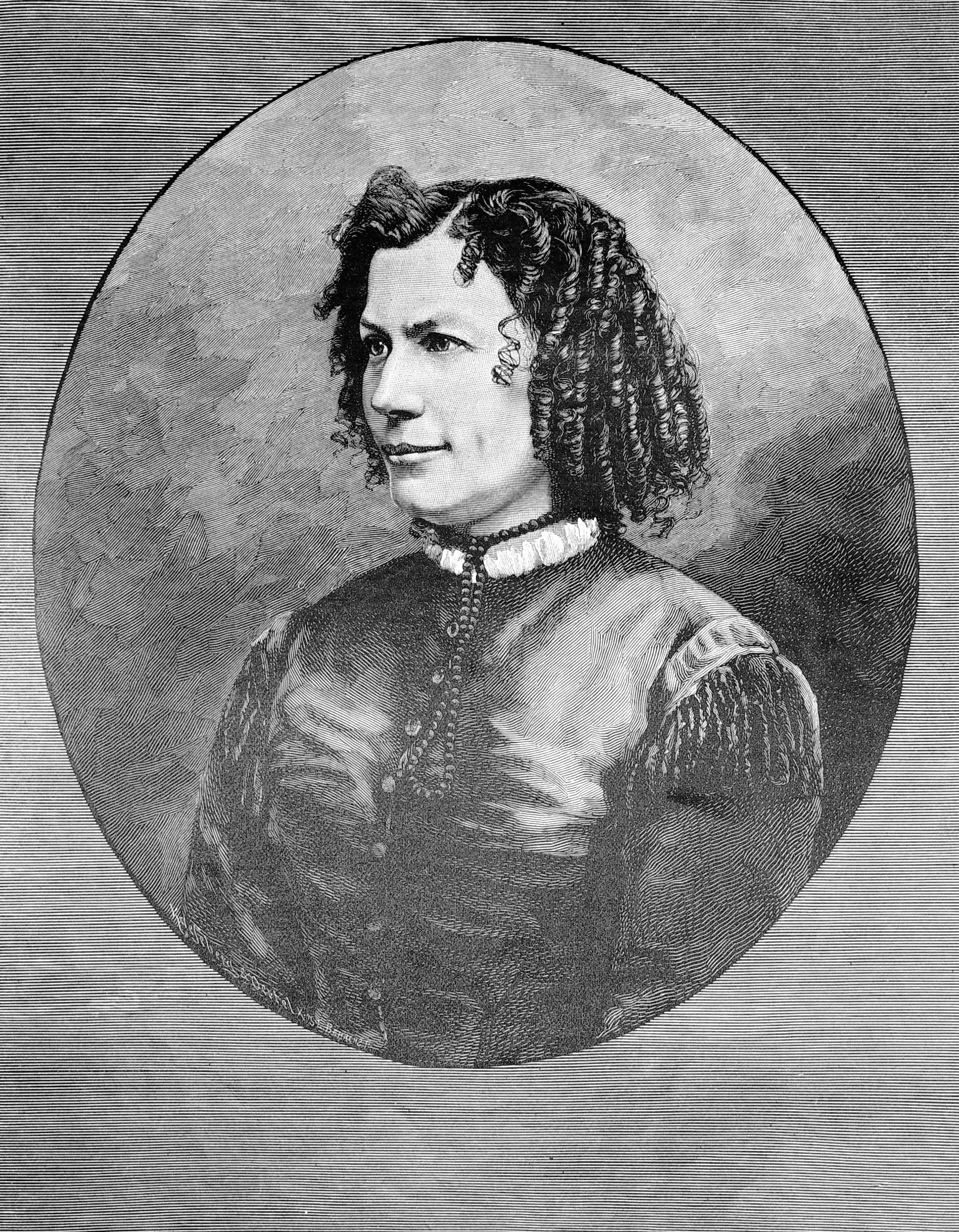
E. Marlitt

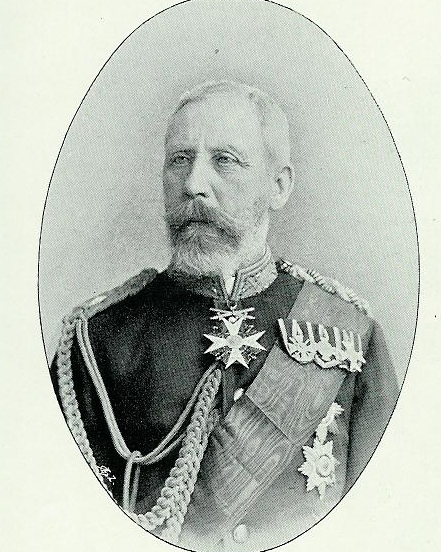
Karl Günther, letzter Fürst von Schwarzburg-Sondershausen

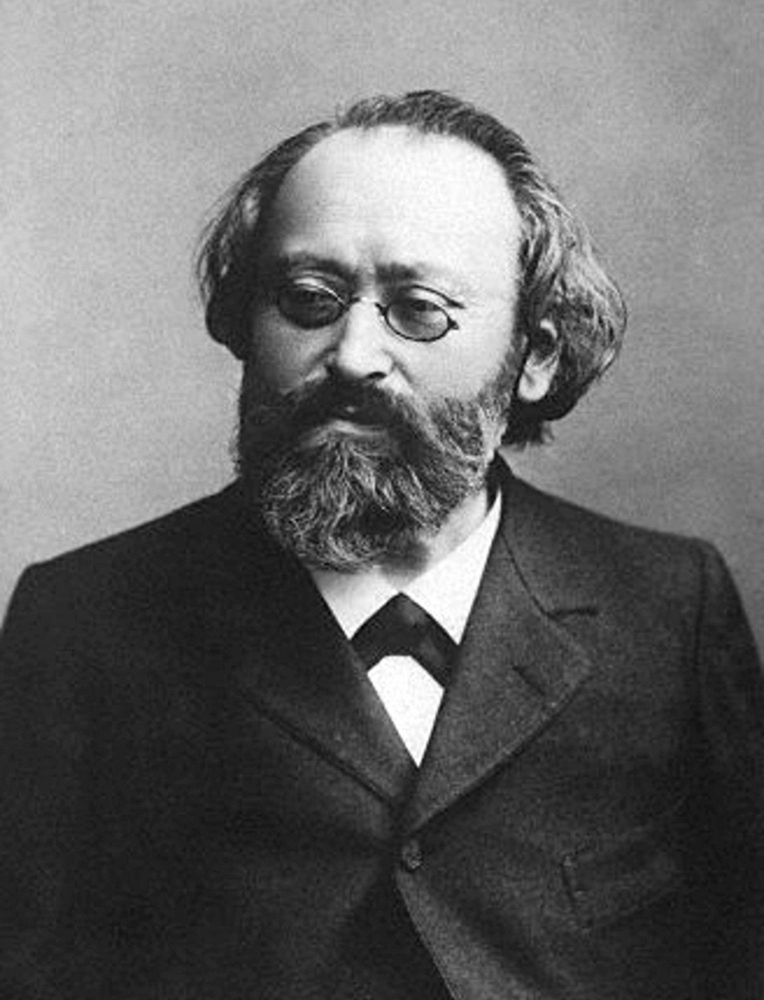
Max Bruch

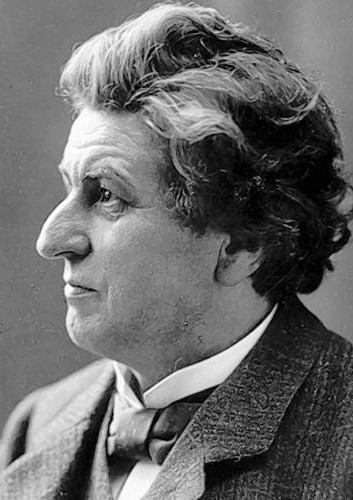
Cyrill Kistler

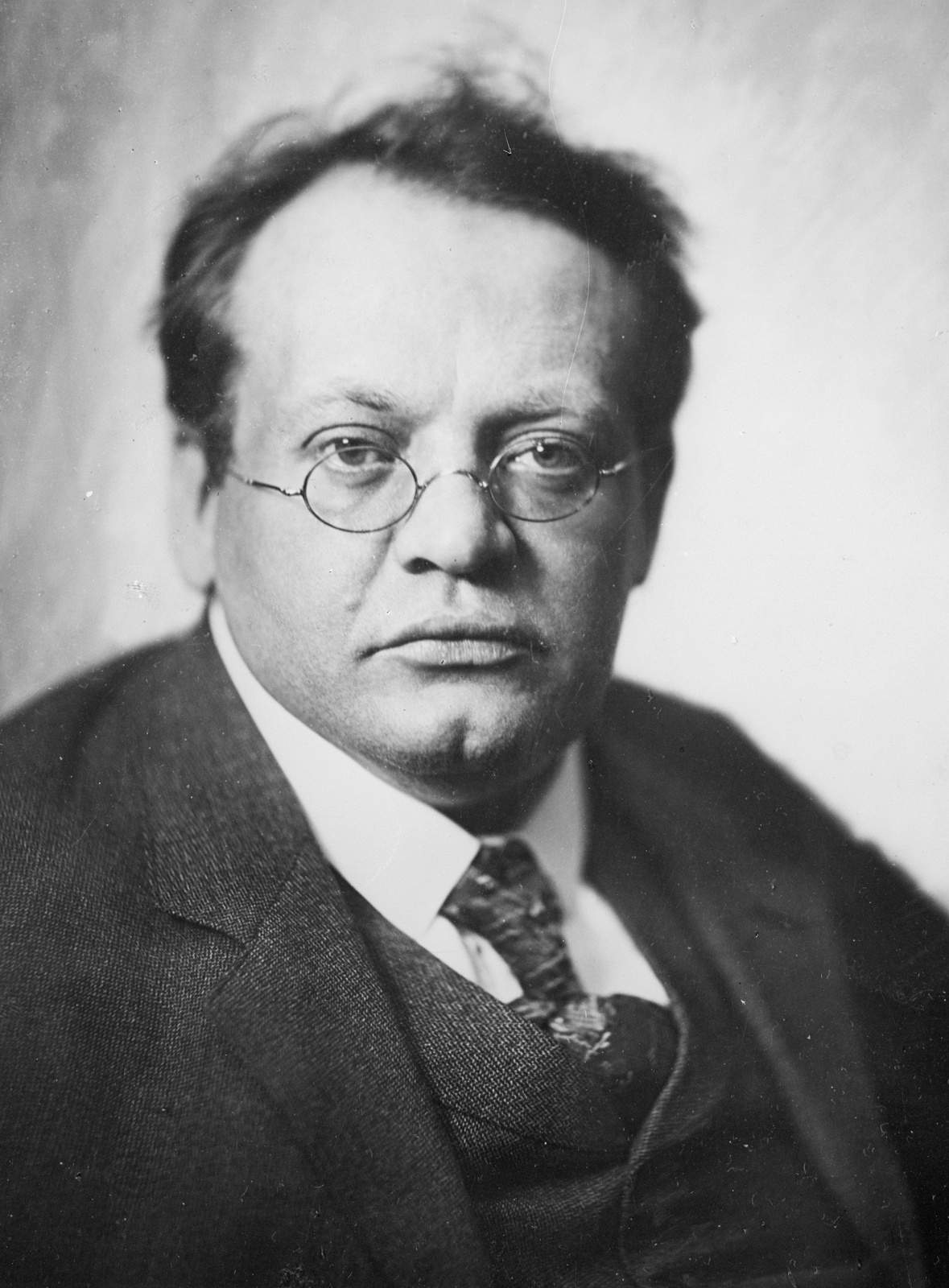
Max Reger

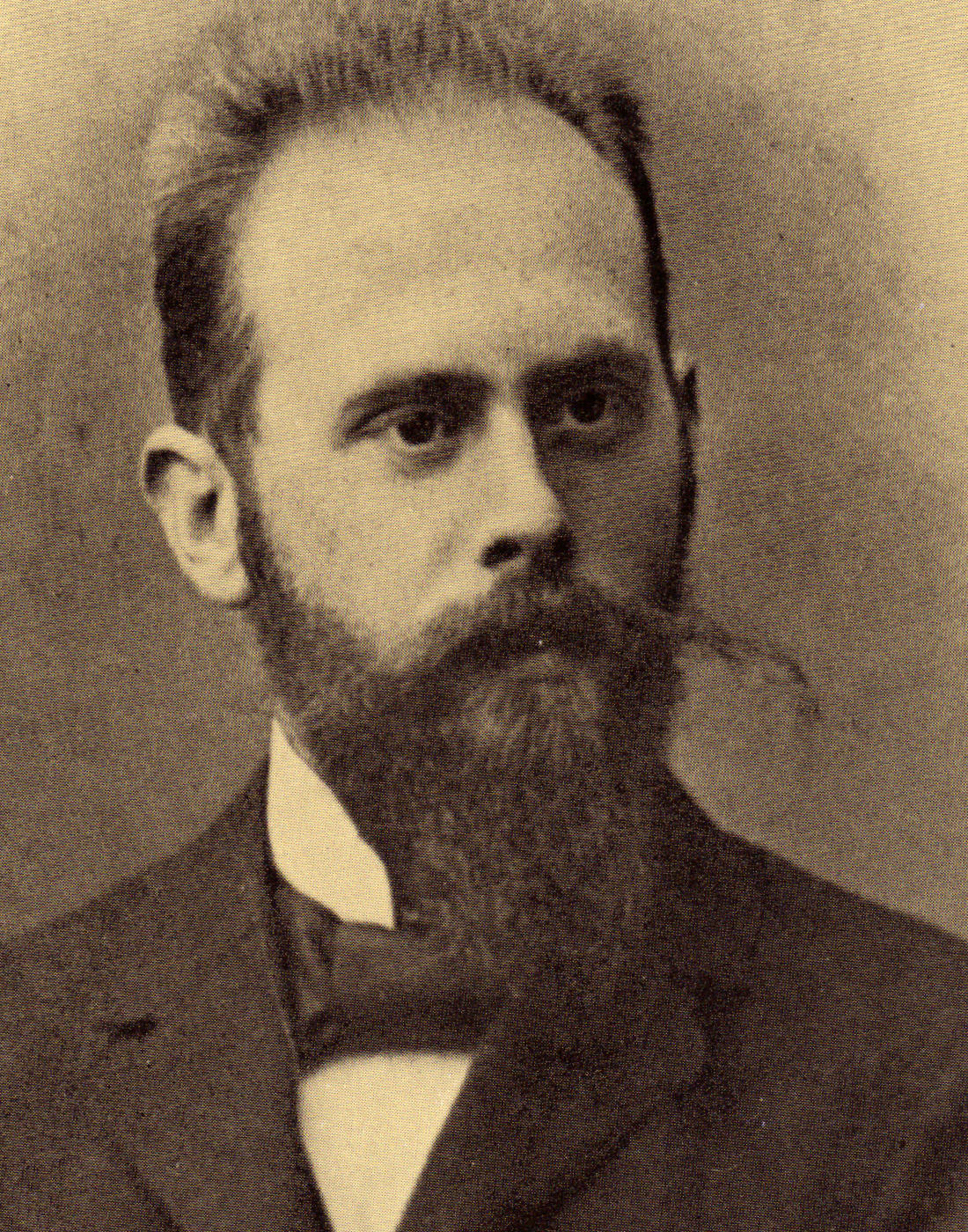
Ferdinand Menge

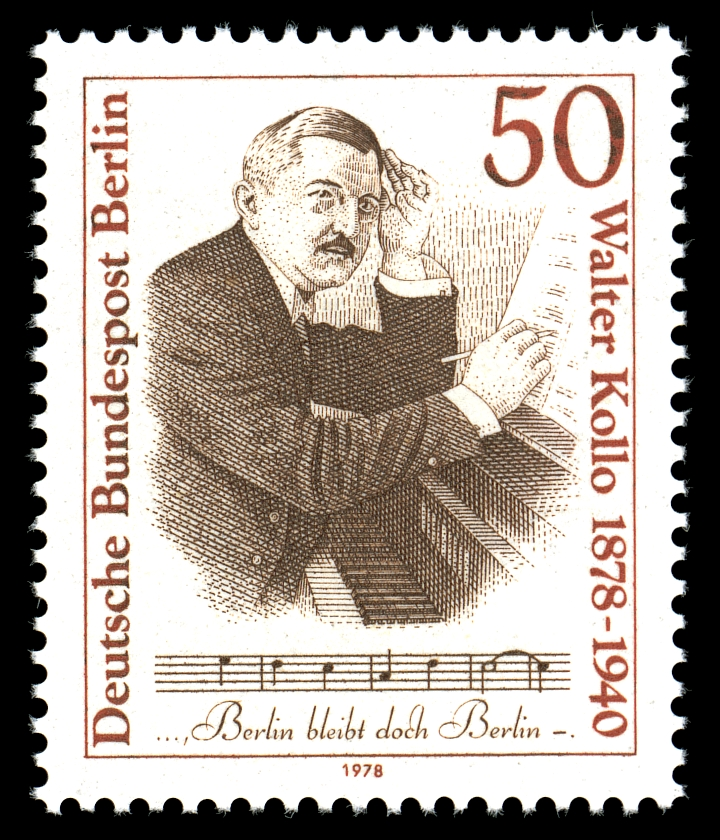
Walter Kollo

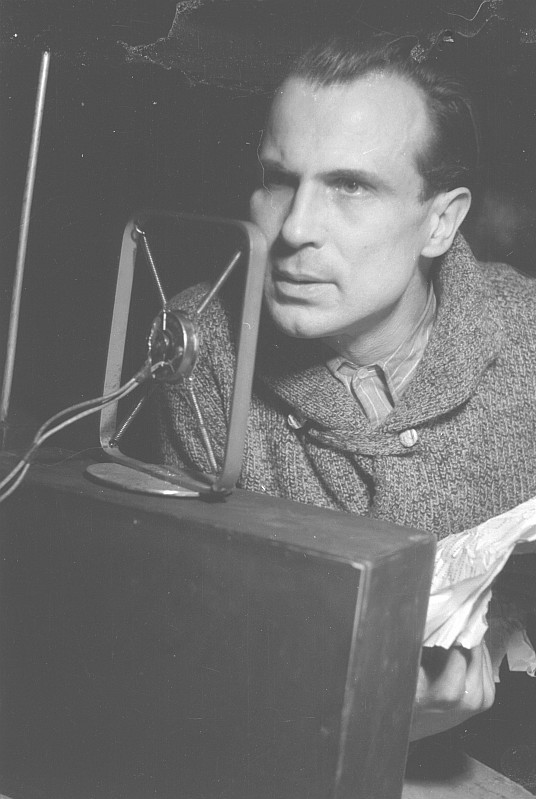
Ernst Wilhelm Borchert

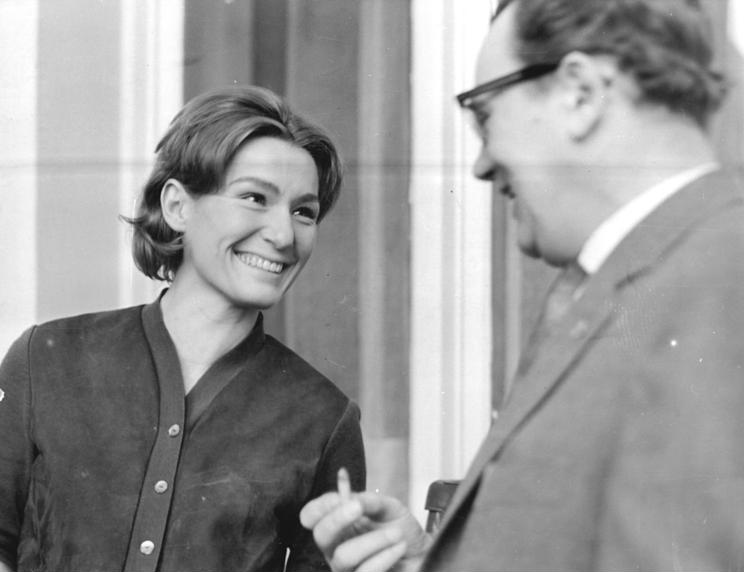
Albert Hetterle 1960 mit Inge Keller

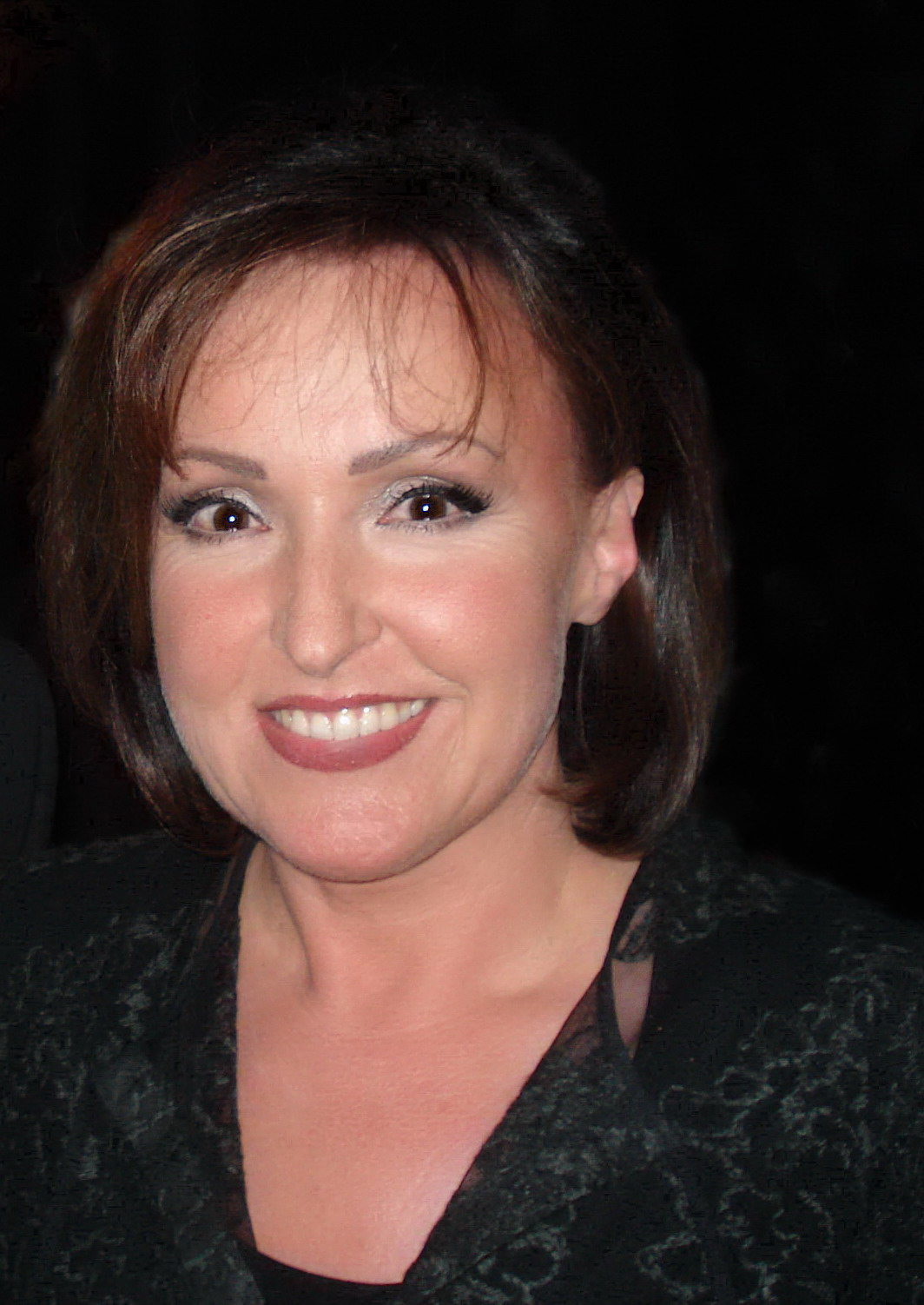
Ute Freudenberg

- Verleihung 1848: Adolf von Wolffersdorff (1819–1901), Hofjägermeister[1][2][3]
- Verleihung 1877: Carl von Bloedau (1804–1886), Fürstlicher Leibarzt und Kommunalpolitiker
- Verleihung 1879: Friedrich Hölzer (1806–1886), Schulrat,[4] und Friedrich August Ebart (* 1806), Medizinalrat[5]
- Verleihung 1884: Wilhelm Kieser (1811–1895), Gymnasialdirektor, Landtagsmitglied
- Verleihung 1895: Otto von Bismarck (1815–1898), erster Reichskanzler des Deutschen Reiches[6]
- Verleihung 1896: Hermann Petersen (1844–1917), Staatsminister im Fürstentum Schwarzburg-Sondershausen
- Verleihung 1897: Eduard Kobert (1814–1902), Sanitätsrat[7]
- Verleihung 1897: Otto von Wolffersdorff (1821–1911), Fürstlicher Leibarzt[8][3]
- Verleihung 1899: Otto Drechsler (1837–1902), Landrat in Arnstadt, Regierungsmitglied[9][10]
- Verleihung 1903: Günther Heimbürger (1835 bis nach 1904), Steuerrat und Kommunalpolitiker[11][12]
- Verleihung 1912: Hermann Toepfer (1833–1915), Schulrat und Gemeinderatsmitglied[13]
- Verleihung 1913: Rudolf Koch (1855–1922), Jurist und Kommunalpolitiker[14]
- Verleihung 1915: Otto Saurbier (1848–1924), Kommunalpolitiker[15]
- Verleihung 1917: Paul von Hindenburg (1847–1934), Generalfeldmarschall[16]
- Verleihung 1922: Günther Lutze (1840–1930), Botaniker, Heimatforscher und Chronist[17][18][19]
- Verleihung 1927: Kurt Lindner (1877–1966), Unternehmer und Stadtrat
- Verleihung 1928: Carl Schroeder (1848–1935), Hofkapellmeister, Komponist, Gründer des Konservatoriums
- Verleihung 1932: Theodor Bauer (1858–1944), Ministerialbeamter und Politiker der DVP
- Verleihung 1933: Adolf Hitler (1889–1945), Reichskanzler, und Wilhelm Frick (1877–1946), Reichsinnenminister[20]

Hitlers – und vermutlich auch Fricks – Ehrenbürgerschaft wurde am 8. Januar 1947 gestrichen. Seitdem wurden keine neuen Ehrenbürger ernannt.

## Söhne und Töchter der Stadt

### Angehörige des Hauses Schwarzburg
Sondershausen war Residenz der 1599 begründeten Linie Schwarzburg-Sondershausen (Grafschaft, ab 1697 Fürstentum). Hier wurden die folgenden Angehörigen dieser Dynastie geboren:
- Günther XL von Schwarzburg (1499–1552), Graf; ließ erstmals in seiner Grafschaft den protestantischen Glauben zu, ließ die Burganlage in Sondershausen abreißen und zu einem Renaissanceschloss umbauen
- Günther XLI. von Schwarzburg-Arnstadt (1529–1583), Graf, genannt „der Streitbare“ (Bellicosus)
- Johann Günther von Schwarzburg-Sondershausen (1532–1586), Graf, Begründer der Linie Schwarzburg-Sondershausen
- Wilhelm I. von Schwarzburg-Frankenhausen (1534–1598), Graf
- Albrecht VII. von Schwarzburg-Rudolstadt (1537–1605), Graf
- Günther XLII. von Schwarzburg-Sondershausen (1570–1643), Graf von Schwarzburg-Sondershausen
- Anton Heinrich von Schwarzburg-Sondershausen (1571–1638), Graf von Schwarzburg-Sondershausen
- Johann Günther II. von Schwarzburg-Sondershausen (1577–1631), Graf von Schwarzburg-Sondershausen
- Christian Günther I. von Schwarzburg-Sondershausen (1578–1642), Graf von Schwarzburg-Sondershausen
- Anton Günther I. von Schwarzburg-Sondershausen (1620–1666), Graf
- Christian Wilhelm von Schwarzburg-Sondershausen (1647–1721), Graf, 1697 durch Kaiser Leopold in den Reichsfürstenstand erhoben; ließ das Renaissanceschloss in Sondershausen barock umbauen und machte die Stadt zu einem kulturellen Mittelpunkt Nordthüringens
- Anton Günther II. von Schwarzburg (1653–1716), Graf und seit 1697 Fürst von Schwarzburg
- August I. von Schwarzburg-Sondershausen (1691–1750), apanagierter Prinz und Begründer der Fayencenmanufaktur in Abtsbessingen
- Günther Friedrich Carl I. (1760–1837), Regierender Fürst von 1794 bis 1835, legte mit Einführung von öffentlichen Konzerten, Theaterbauten 1815 und 1825 und Berufung von Hermstedt zum Hofkapellmeister Grundlagen zur „Musikstadt Sondershausen“
- Günther Friedrich Carl II. (1801–1889), Regierender Fürst 1835–1880, gab dem Land 1841 die 1. Verfassung, unter ihm Beginn der Industrialisierung von Sondershausen, holte Schinkelschüler Scheppig aus Berlin und beauftragte ihn mit klassizistischer Umgestaltung von Schloss und Umfeld
- Hugo von Schwarzburg-Sondershausen (1839–1871), Halbbruder des letzten Fürsten Karl Günther von Schwarzburg-Sondershausen

Außerdem in Sondershausen geboren:

### Bis 1700
- Joachim Manard (Manhard, Manardt) (1564–1637), Chronist der Stadt
- Salomo Glassius (1593–1656), lutherischer Theologe
- Andreas Toppius (1605–1677), Landeshistoriker, Pfarrer in Tennstedt
- Georg Ludwig Agricola (1643–1676), Musiker
- Ludwig Günther Martini (1647–1719), Jurist
- Johann Michael von Schindler (1668–1740), Wirklicher Geheimer Rat und Generalmajor
- Christian Ludwig Boxberg (1670–1729), Komponist und Organist
- Valentin Ernst Löscher (1673–1749), Theologe und Schriftsteller
- August Friedrich von Minnigerode (1687–1747), Forst- und Staatsmann in Hessen-Darmstadt

### 18. Jahrhundert
- Ernst Anton Nicolai (1722–1802), Mediziner
- Günther Urban Anton von Lüdecke (1723–1788), führendes Mitglied der Herrnhuter Brüdergemeine
- Gottfried Christian Cannabich (1745–1830), evangelischer Theologe
- Ernst Ludwig Gerber (1746–1819), Komponist, Musikschriftsteller und Musiker
- Friedrich August von Kauffberg (1746–1808), Generalmajor
- Johann Karl Wezel (1747–1819), Dichter
- Adolf Felix Heinrich Posse (1760–1825), Rechtswissenschaftler
- Friedrich Carl Ludloff (1766–1824), Forstsekretär, Heimatschriftsteller und Zeitungsgründer
- Karl Christian Ferdinand Chop (1767–1840), deutscher Geheimrat im Fürstentum Schwarzburg-Sondershausen
- Johann Friedrich Suckow (1769–1842), Musiker
- Benjamin Christoph Gimmerthal (1769–1837), evangelischer Geistlicher
- Kaspar Friedrich von Gottschalck (1772–1854), herzogl. anhaltinisch-bernburgscher Hofrath, Schriftsteller und Autor (Meine Streifereien in den Harz 1800, Taschenbuch für Reisende in den Harz 1806, Die Ritterburgen und Bergschlösser Deutschlands 1810 (9 Bände), Almanach der Ritterorden 1817)
- Johann Günther Friedrich Cannabich (1777–1859), Lehrer, Pfarrer und Geograf
- Karl Friedrich Wilhelm von Weise (1779–1851), Kammerpräsident
- August Friedrich von Gottschalck (1785–1861), Generalmajor
- Adolf Gottschalck (1794–1855), Politiker und Landrat
- Karl Wurmb von Zinck (1795–1890), Schlosshauptmann von Merseburg, königlich-preußischer Generalleutnant, Ehrenritter des Johanniterordens und Fideikommissherr auf Witzschersdorf

### 19. Jahrhundert
- Friedrich Chop (1801–1875), Chef des Märzministeriums in Schwarzburg-Sondershausen
- Carl Gottschalck (1801–1868), deutscher Verwaltungsjurist und Politiker
- Ferdinand Chop (1802–1879), Richter und Politiker
- Carl von Bloedau (1804–1886), Geheimrat und Leibarzt
- Gottfried Herrmann (1808–1878), Organist und Komponist
- Friedrich Zahn (1812–1866), Oberhofprediger
- Thilo Irmisch (1816–1879), Botaniker und Heimatforscher
- Ludwig von Schlotheim (1818–1889), preußischer General der Kavallerie
- Adolf von Blumröder (1819–1894), Generalleutnant
- Karl Münch (1819–nach 1861), Bürgermeister von Sondershausen
- Georg Richard Lewin (1820–1896), Dermatologe und Hochschullehrer
- Günther Keyser (1820–1874), Mitglied der Stadtverordnetenversammlung von Sondershausen, des Landtags in Sondershausen und des Reichstags des Norddeutschen Bundes
- Ludwig Bloedau (1820–1870), Arzt
- Karl Chop (1825–1882), Rechtsanwalt, Notar, Naturforscher und Schriftsteller, Vorstand der meteorologischen Station in Sondershausen
- Wilhelm Bertram (1829–nach 1880), Politiker
- Therese Gelbke (1829–1892), Theaterschauspielerin
- Günther Bartel (1833–1911), Pianist, Cellist und Komponist
- Robert von Wurmb (1835–1911), königlich-preußischer Generalleutnant
- Friedrich Ludloff (1838–nach 1914), Unternehmer
- Max Ludloff (1839–1911), Unternehmer
- Carl Ludloff (1842–nach 1924), Bienenzüchter
- Richard Himmelstoß (1843–1938), Violinist und Konzertmeister
- Friedrich Pietzker (1844–1916), Lehrer, Schulbuchautor und Mathematiker
- Dagobert Schwabach (1846–1920), Otologe
- Stefanie Keyser (1847–1926), Schriftstellerin
- Edmund Lammert (1847–1921), Philologe
- Karl Häßler (1849–1914), Kapellmeister und Komponist
- Hermann Enkel (1850–1920), Lehrer und Autor
- Minna Lammert (1852–1921), Opernsängerin
- Johanna Amina Julie Clara Herrmann (1853–1931), Pianistin und Konzertorganisatorin
- Hermann von Bloedau (1853–1927), Mitglied des Deutschen Reichstags
- Felix Schwabach (1855–1928), preußischer Beamter und Politiker
- Friedrich August Max Hesse (* 1858, in Sondershausen; † 1907, Leipzig), Buchhändler, Verleger; 1880, Max Hesses Verlag, Leipzig; 1910, Verlag Hesse & Becker, Leipzig
- Carl Maempel (1859–1924), Richter und Politiker
- Edmund Döring (1860–1938), Lehrer, Heimatforscher, Museumsgründer
- Christoph Franz Peter (1860–nach 1935), Bildhauer
- Hermann Hesse (1861–1948), Dirigent und Musiker
- Felix Becker (1864–1928), Kunsthistoriker
- Curt von Bloedau (1864–1924), Landrat von Arnstadt und Landtagsabgeordneter
- Victor Heinisch (1866–1910), Harfenist, Komponist und Dirigent
- Carl Moeller (1867–1920), Pfarrer und Heimatforscher
- Ferdinand Schlufter (1871–1948), Bürgermeister
- Martha Blech-Frank (1871–1962), Opernsängerin (Sopran)
- Carl Zimmer (1873–1950), Zoologe
- Curt Mücke (1885–1940), Maler und Grafiker
- August Kroneberg (1885–1969), Gewerkschafter und Kommunalpolitiker (SPD)
- Hans Bullerian (1885–1948), Pianist, Dirigent und Komponist
- Friedrich Lammert (1890–1956), Altphilologe und Historiker
- Elisabeth Busse-Wilson (1890–1974), Historikerin
- Heinrich Schecker (1891–1944), Pädagoge und Kulturhistoriker
- Hermann Müller (1891–1984), Heimatforscher
- Hanns von Rohr (1895–1988), Generalmajor
- Hans-Joachim Bärwinkel-Leue (1896–1978), Jurist und Autor
- Victor Goerttler (1897–1982), Veterinärmediziner
- Kurt Goerttler (1898–1983), Anatom
- Fritz Wernath (1899–1964), Gewerkschafter und Politiker

### 20. Jahrhundert
- Alfred Eckardt (1903–1980), experimenteller Physiker, Elektrotechniker und Hochschullehrer an der Universität Jena
- Karl Krieghoff (1905–1984), Heimatdichter
- Kurt Lindner (1906–1987), Unternehmer und Jagdwissenschaftler
- Günther Rausch (1909–1964), SS-Obersturmbannführer, mitverantwortlich für die Ermordung von Juden durch die Einsatzgruppe B
- Herbert Wilhelmy (1910–2003), Geograf
- Arno Schönstedt (1913–2002), Organist
- Rolf Vorndran (1920–1997), Slawist und Bibliothekar
- Otto Kalb (1921–2015), Volkskammerabgeordneter (CDU)
- Rudolf Arzinger (1922–1970), Völkerrechtler
- Rolf Hagen (1922–2009), Historiker und Direktor des Braunschweigischen Landesmuseums
- Lori Ludwig (1924–1986), Schriftstellerin
- Heinz Scharr (1924–2017), Bildender Künstler
- Dietfried Jorke (1926–2019), Internist und Hämatologe
- Michael Kohl (1929–1981), Jurist und stellv. Außenminister der DDR
- Helmut Bez (1930–2019), Schriftsteller
- Olaf Koch (1932–2001), Dirigent und Hochschullehrer, Chefdirigent der Halleschen Philharmonie und Rektor der Hochschule für Musik Hanns Eisler Berlin, geboren im heutigen Stadtteil Bebra
- Winfrid Krone (1932–2019), Humangenetiker
- Günther Jahn (1933–2011), Maler und Grafiker
- Ronald Paris (1933–2021), Maler und Grafiker
- Walter Eglmeyer (1935–2017), Fußballspieler
- Henning Klostermann (* 1938), Geograph und Politiker
- Renate Hartleb (1939–2022), Kunsthistorikerin
- Manfred Spieß (* 1940), Politiker (CDU), Mitglied des Thüringer Landtags
- Harald Kahl (* 1941), Politiker (CDU), MdB
- Barbara Schablinski (* 1941), Journalistin
- Kurt Guss (* 1943), Gestalttheoretiker
- Gustav Adolph Artz (1945–2014), Schauspieler, Synchron- und Hörspielsprecher
- Manfred Niemeyer (* 1947), Slawist
- Ute Mahler (* 1949), Fotografin und Hochschullehrerin
- Peter Hengstermann (* 1950), Kommunalpolitiker, Landrat des Kyffhäuserkreises
- Wolfgang Kaiser (* 1951), Historiker
- Vera Lengsfeld (* 1952), Politikerin
- Andreas Hegewald (* 1953), Maler, Grafiker und Autor
- Ronald Freytag (* 1959), Psychologe
- Bernd Nemetschek (* 1961), Fußballspieler
- Jörg Hoffmann (* 1963), Rennrodler, Olympiasieger von 1988 in Calgary
- Dago Leukefeld (* 1963), Handballtrainer
- Alexander Voigt (* 1964), Fagottist und Schauspieler
- Jens Blecher (* 1965), Archivar und Historiker
- Gunda Niemann-Stirnemann (* 1966), Eisschnellläuferin
- Michael Huke (* 1969), Leichtathlet
- Martina Freytag (* 1969), Autorin, Jazz-Sängerin, Chorleiterin und Komponistin
- Steffen Grimm (* 1970), seit 2018 Bürgermeister von Sondershausen
- Antje Hochwind-Schneider (* 1971), Politikerin, Landrätin des Kyffhäuserkreises
- Volker Strübing (* 1971), Schriftsteller, Autor und Liedermacher
- Babette Pfefferlein (* 1973), Politikerin (Bündnis 90/Die Grünen), Abgeordnete im Thüringer Landtag
- Franziska Gehm (* 1974), Kinder- und Jugendbuchautorin
- Patrick Kurth (* 1976), Politiker (FDP)
- Hendrik Möbus (* 1976), Neonazi, Musiker und verurteilter Mörder
- Martin Höfer (* 1982), Konzept- und Medienkünstler
- Danny Frede (* 1982), Künstler

## Personen, die mit der Stadt in Verbindung stehen

### Bis 1700
- Bonifatius (672/75–754/55), christianisierte erstmals die Region um Sondershausen; laut Legende zerstörte er die Figur der Jecha auf dem Frauenberg
- Albrecht von Halberstadt (Albertus) (um 1200), Dichter und Domherr
- Botho zu Stolberg der Ältere (1375–1455)
- Sigismund Strophius († 1591), Chronist der Schwarzburger
- Gottfried Fritzsche (1578–1638), Orgelbauer
- Tobias Michael (1592–1657), Komponist und Thomaskantor
- Caspar Löscher (1636–1718), lutherischer Theologe und Superintendent von Sondershausen
- Johann Mützel (1647–1717), barocker Architekt, war ab 1680 am Ausbau des Sondershäuser Schlosses beteiligt
- Benjamin Scharff (1651–1702), Arzt und Stadtphysicus zu Sondershausen
- Georg Friedrich Meinhart (1651–1718), evangelischer Theologe und Superintendent
- Johann Christoph Rothe (1653–1700/20), Komponist, Violinist und Sänger
- Christian Wermuth (1661–1739), Medailleur
- Auguste Dorothea von Schwarzburg-Sondershausen (1666–1751), Gräfin
- Carl Gustav Heraeus (1671–1725), Gelehrter und Hofrat
- Johann Alexander Thiele (1685–1752), Hofmaler von Schwarzburg-Sondershausen
- Gottfried Heinrich Stölzel (1690–1749), Kapellmeister, Komponist und Musiktheoretiker
- Friedrich Albrecht Augusti (1691–1782), evangelischer Geistlicher und Theologe sowie ehemaliger Rabbi, wurde von Fürst Günther von Sondershausen gefördert, trat in Sondershausen zum Christentum über
- Elisabeth Albertine von Schwarzburg-Sondershausen (1693–1774), erste Fürstin

### 18. Jahrhundert
- Johann Philipp Kirnberger (1721–1783), Musiktheoretiker und Komponist
- Felix Johann Albrecht Mylius (1717–1792), Jurist, Hof- und Konsistorialrat
- Nikolaus Dietrich Giseke (1724–1765), Lyriker
- Johann Ludwig Meil (1729–1772), Zeichner, Maler und Bildhauer
- Martin Peltier (ca. 1738–1769), Architekt; war am Bau des Westflügels des Sondershäuser Schlosses beteiligt
- Rudolf Steiner (1742–1804), Architekt am Sondershäuser Hof
- Rudolph Zacharias Becker (1752–1822), fürstlicher Hofrat von Schwarzburg-Sondershausen
- August Blumröder (1776–1860), Offizier, Publizist und Abgeordneter der Frankfurter Nationalversammlung
- Johann Simon Hermstedt (1778–1846), Fürstlicher Hofkapellmeister und Klarinettist
- Friedrich von Sydow (1780–1845), Offizier und deutscher Schriftsteller
- Wilhelmine von Sydow (1789–1867), Pseudonym: Isidore Grönau, Schriftstellerin
- Johann Samuel Ferdinand Blumröder (1793–1878), Mitglied des ersten Landtages des Fürstentums Schwarzburg-Sondershausen

### 19. Jahrhundert
- Carl Scheppig (1803–1885), Architekt und Fürstlicher Hofbaurat, klassizistische Umgestaltung des Residenzschlosses und seiner Umgebung, Bau der Hauptwache und des Prinzenpalais
- Henriette Schramm-Graham (1803–1876), Sängerin, Sopranistin und Schauspielerin
- Eduard von Michael (1805–1874), Forstmann, Leiter und Reformer des schwarzburgischen Forstwesens
- Hermann Friedrich Valentin (1812–1885), Jurist und Reichstagsabgeordneter
- Philipp Heidenheim (1814–1906), Lehrer an der jüdischen Schule Sondershausen und Rabbiner
- Mathilde von Schwarzburg-Sondershausen (1814–1888), Fürstin
- Eduard Stein (1818–1864), Dirigent und Fürstlicher Hofkapellmeister in Sondershausen
- Wilhelm Joseph von Wasielewski (1822–1896), Violinist, Dirigent und Musikwissenschaftler
- Thekla Naveau (1822–1871), Frauenrechtlerin und Kinderbuchautorin, in den 1850er Jahren eröffnete mit ihrer Schwester einen Fröbel-Kindergarten in Sondershausen
- Karl von Gerber (1823–1891), Jurist an den Universitäten Erlangen, Tübingen und Leipzig; Minister in Sachsen
- Heinrich Friedrich Frankenberger (1824–1885), Komponist
- Eugenie Marlitt (John) (1825–1887), Erzählerin und Schriftstellerin
- Otto Reinhardt (1826–1915), Jurist, Staatsminister des Fürstentums Schwarzburg-Sondershausen und Mitglied des Deutschen Reichstags
- Karl Günther von Schwarzburg-Sondershausen (1830–1909), letzter Fürst aus diesem Adelsgeschlecht
- Georg Kruse (1830–1908), Schauspieler und Schriftsteller
- Moritz Schoenlank (1830–1920), Chasan, Religionslehrer und Schochet
- Heinrich Leonhard Brügmann (1832–1893), Unternehmer und Gründer des Kalischachtes
- Anna Schramm (1835–1916), Sopranistin, Soubrette und Schauspielerin
- Minna Kautsky (1837–1912), Schauspielerin und Schriftstellerin
- Max Bruch (1838–1920), Komponist und Kapellmeister
- Hermann Walter (1838–1909), deutscher Fotograf und Bildchronist
- Alfred Volkland (1841–1905), fürstlicher Hofpianist und Musikdirektor in Sondershausen
- Philipp Spitta (1841–1894), Musikwissenschaftler und Hofkapellmeister
- Karl Picard, auch Carl, (1845–1913), Paläontologe, Botaniker, Geologe, Mineraloge, Lehrer und Rektor der Bürgerschule in Sondershausen
- Carl Slevogt (1845–1922), Jurist und Mitglied des Deutschen Reichstags
- Alexander Mackenzie (1847–1935), schottischer Komponist und Dirigent
- Max Erdmannsdörfer (1848–1905), Komponist und Dirigent
- Friedrich Seitz (1848–1918), Komponist, Geiger und Violinpädagoge
- Carl Schroeder (1848–1935), Hofkapellmeister, Komponist und Gründer des Konservatoriums
- Cyrill Kistler (1848–1907), Musikpädagoge und Komponist
- Hugo Riemann (1849–1919), Musikwissenschaftler
- Theodor Quentin (1851–1905), bedeutender Kirchenbaumeister
- Günther Victor von Schwarzburg-Rudolstadt (1852–1925), ab 1909–1918 in Personalunion auch Regierender Fürst von Schwarzburg-Sondershausen, war bis 1918 letzter Bundesfürst des Deutschen Kaiserreichs, dankte als letzter deutscher Fürst am 25. November 1918 ab
- Reimer Hansen (1853–1926), Oberlehrer und Heimatforscher
- Eli Marcus (1854–1935), Schriftsteller und Schauspieler
- Paul Stade (1854–1931), Maler und Zeichenlehrer
- Karl Pohlig (1858–1928), deutschsprachiger Pianist und Komponist
- Pauline Horson (1858–1918), Sopranistin und Kammersängerin
- Edmund König (1858–1939), Kommunalpolitiker, Lehrer, Philosoph
- Theodor Bauer (1858–1944), Ministerialbeamter und Politiker (DVP)
- Bruno Schoenlank (1859–1901), Politiker, Journalist und Gründungs- und Chefredakteur der „Leipziger Volkszeitung“; arbeitete eng mit Rosa Luxemburg zusammen
- Karl Güldenapfel (1859–1944), evangelisch-lutherischer Pfarrer
- Paul Blau (1861–1944), evangelischer Theologe und Autor
- Theodor Fischer (1862–1938), Architekt; erbaute die Höhere Mädchenschule in Sondershausen (heute: Käthe-Kollwitz-Grundschule und Geschwister-Scholl-Gymnasium Haus II)
- Alfred Reisenauer (1863–1907), Pianist, Komponist und Musikpädagoge
- Eugen Robert Weiss (1863–1933), Kammersänger
- Hedwig Andersen (1866–1957), Musikpädagogin
- Else Lehmann (1866–1940), Schauspielerin
- Friedrich Grützmacher der Jüngere (1866–1919), Violoncellist
- Carl Corbach (1867–1947), Violinvirtuose, Dirigent und Leiter des Konservatoriums
- Otto Anthes (1867–1954), Pädagoge und Schriftsteller
- Emil Högg (1867–1954), Architekt, renovierte 1831/32 die Trinitatiskirche (Sondershausen)
- Willy Burmester (1869–1933), Violinist, Komponist und Herausgeber
- Richard D. Volkmann (1870–1954), deutscher Kolonialoffizier
- Gustav Cords (1870–1951), Komponist
- Siegfried Philippi (1871–1936), Schauspieler, Regisseur und Drehbuchautor
- Albert Fischer (1873–1916), Kammersänger und Gesangspädagoge
- Max Reger (1873–1916), Komponist
- Waldemar von Wasielewski (1875–1959), deutscher Schriftsteller
- Ferdinand Menge (1876–1962), Maler und Grafiker
- Alfred Berg (1876–1945), Studienrat in Sondershausen
- Walter Kollo (1878–1940), Komponist
- Albert Fischer (1878–1948), Musiker, Sänger und Musikpädagoge; Gründer des Albert-Fischer-Chors in Sondershausen
- August Reinbrecht (1882–1929), Jurist, erster Landrat des Landkreises Sondershausen, Verweser des Fürstentums Schwarzburg-Sondershausen
- Richard Barth (Pädagoge) (geb. 1883), Pädagoge und Studiendirektor
- Wilhelm Backhaus (1884–1969), Pianist und Musikpädagoge
- Heinrich Sthamer (1885–1955), deutscher Komponist und Musiktheoretiker
- Hans Stieber (1886–1969), Dirigent und Komponist
- Bruno Bieligk (1889–1969), Mitglied des Landtages von Schwarzburg-Sondershausen
- Fritz Kampers (1891–1950), Schauspieler
- Willy Maertens (1893–1967), Schauspieler
- Otto Wartisch (1893–1969), Kapellmeister und Dirigent des Loh-Orchester Sondershausen
- Walter Schartner (1894–1970), Komponist und Dirigent, Kapellmeister der Hofkapelle und Dirigent des Loh-Orchesters Sondershausen
- John Fernström (1897–1961), schwedischer Komponist und Dirigent

### 20. Jahrhundert
- Erdmann Schott (1900–1983), Theologe, Luther-Akademie
- Wilhelm Lotze (1902–1983), Rechtsanwalt und Notar
- Willi Hera (1903–1980), Komponist
- Rudolf Otto Wiemer (1905–1998), Theater- und Musikkritiker
- Anni Karstädt (1906–2006), Vortragskünstlerin
- Ernst Wilhelm Borchert (1907–1990), Schauspieler und Synchronsprecher
- Gerhart Wiesenhütter (1912–1978), Dirigent und Organist
- Wolfried Lier (1917–1993), Schauspieler
- Albert Hetterle (1918–2006), Schauspieler und Intendant
- Hans Winkler (1919–2000), Maler und Musikpädagoge in Sondershausen
- Heinz Beberniß (1920–2012), Bildhauer, Maler und Grafiker
- Werner Schubert-Deister (1921–1991), Maler und Bildhauer, als Musikstudent in Sondershausen
- Karl-Ernst Sasse (1923–2006), Filmkomponist
- Wilhelm Seyffert (1924–2008), Wissenschaftler
- Wolfgang Senger (1925–2009), Verwaltungsbeamter des Landes Niedersachsen und Regierungspräsident des Regierungsbezirks Hannover
- Wolfgang Marschner (1926–2020), Violinist, Komponist und Dirigent
- Klaus Storck (1928–2011), Cellist und Hochschullehrer
- Richard Gothe (1928–1985), Politiker
- Manfred Schubert (1930–1987), Professor für Verfahrenstechnik, Präsident der Kammer der Technik und Abgeordneter der Volkskammer der DDR
- Maria Sebaldt (1930–2023), Schauspielerin
- Wilhelm Bartels (1930–2010), Musiker und Bildhauer
- Toni Skaba (* 1932), Fußballspieler und -trainer
- Don Smithers (* 1933), Musikhistoriker und Interpret auf Naturtrompete und Zink
- Manfred Schmitz (1939–2014), Komponist und Pianist
- Wilhelm May (1940–2010), Stadtchronist
- Dieter Strödter (* 1941), Pädagoge
- Günter Grüner (1942–2016), Regionalpolitiker
- Thomas Sanderling (* 1942), Dirigent
- Rainer Cadenbach (1944–2008), Musikwissenschaftler
- Gisela Hilbrecht (* 1948), Leiterin der Sonderschule in Sondershausen und Politikerin
- Lutz Vogel (* 1949), Kulturpolitiker
- Christian Paschold (1949–2021), Bildhauer
- Joachim Kreyer (* 1956), zwischen 1990 und 2018 Bürgermeister von Sondershausen
- Ute Freudenberg (* 1956), Pop- und Schlagersängerin; wurde in Sondershausen (Straußberg) als Gesangstalent entdeckt
- Johannes Selle (* 1956), Politiker
- Michail Rybalko (1956–1979), sowjetischer Militärpilot und Fliegeroffizier, der bei einem Flugzeugabsturz sein Leben opferte, um den Tod von Sondershausener Einwohnern zu verhindern
- Dorothea Marx (* 1957), Regionalpolitikerin
- Michael Schindhelm (* 1960), Direktor der Theater Nordhausen Loh-Orchester Sondershausen GmbH
- Gerald Höfer (* 1960), Schriftsteller, Herausgeber und Verleger
- Ralf Benschu (* 1962), Musiker
- Jens Ramme (* 1963), ehemaliger Fußballtorwart
- Lars Tietje (* 1967), Intendant und Geschäftsführer der Theater Nordhausen/Loh-Orchester Sondershausen GmbH
- Jens Goldhardt (* 1968), Organist
- Marc-Oliver Hendriks (* 1970), stellvertretender Intendant und Verwaltungsdirektor der Theater Nordhausen/Loh-Orchester Sondershausen GmbH
- Jens Weißgärber (* 1971), ehemaliger Fußballspieler
- Michio (* 1971), Flamencogitarrist und Komponist
- Patrick Kurth (* 1976), Politiker (FDP)
- Martin Höfer (* 1982), Konzept- und Medienkünstler
- Daniel Kraus (* 1984), Fußballtrainer und ehemaliger Fußballtorwart